# Jonquières-Saint-Vincent
 (juillet 2018).
Si vous disposez d'ouvrages ou d'articles de référence ou si vous connaissez des sites web de qualité traitant du thème abordé ici, merci de compléter l'article en donnant les références utiles à sa vérifiabilité et en les liant à la section « Notes et références ».
Jonquières-Saint-Vincent est une commune française située dans le sud-est du département du Gard, en région Occitanie.
Exposée à un climat méditerranéen, elle est drainée par divers petits cours d'eau. La commune possède un patrimoine naturel remarquable : un site Natura 2000 (les « costières nîmoises »), un espace protégé (les « Costières de Nimes ») et deux zones naturelles d'intérêt écologique, faunistique et floristique.
Jonquières-Saint-Vincent est une commune rurale qui compte 3 886 habitants en 2022, après avoir connu une forte hausse de la population depuis 1962. Elle est dans l'unité urbaine de Jonquières-Saint-Vincent et fait partie de l'aire d'attraction de Nîmes. Ses habitants sont appelés les Jonquièrois ou  Jonquièroises.
Le patrimoine architectural de la commune comprend deux  immeubles protégés au titre des monuments historiques : la chapelle Saint-Laurent de Jonquières-Saint-Vincent, classée en 1926, et la Via Domitienne, inscrite en 1987.

## Géographie

### Communes limitrophes
Les communes de Beaucaire, Redessan, Montfrin et Meynes sont limitrophes de la commune de Jonquières-Saint-Vincent.
| Redessan | Meynes, Montfrin         | Comps     |
| Redessan | Jonquières-Saint-Vincent | Beaucaire |
| Redessan | Beaucaire                | Beaucaire |

### Climat
Pour des articles plus généraux, voir Climat de l'Occitanie et Climat du Gard.
En 2010, le climat de la commune est de type climat méditerranéen franc, selon une étude s'appuyant sur une série de données couvrant la période 1971-2000. En 2020, Météo-France publie une typologie des climats de la France métropolitaine dans laquelle la commune est exposée à un climat méditerranéen et est dans la région climatique Provence, Languedoc-Roussillon, caractérisée par une pluviométrie faible en été, un très bon ensoleillement (2 600 h/an), un été chaud (21,5 °C), un air très sec en été, sec en toutes saisons, des vents forts (fréquence de 40 à 50 % de vents > 5 m/s) et peu de brouillards.
Pour la période 1971-2000, la température annuelle moyenne est de 14,1 °C, avec une amplitude thermique annuelle de 17,1 °C. Le cumul annuel moyen de précipitations est de 687 mm, avec 5,9 jours de précipitations en janvier et 2,6 jours en juillet. Pour la période 1991-2020, la température moyenne annuelle observée sur la station météorologique la plus proche, située sur la commune de Nîmes à 16 km à vol d'oiseau, est de 15,6 °C et le cumul annuel moyen de précipitations est de 734,4 mm,. Pour l'avenir, les paramètres climatiques de la commune estimés pour 2050 selon différents scénarios d’émission de gaz à effet de serre sont consultables sur un site dédié publié par Météo-France en novembre 2022.

### Milieux naturels et biodiversité

#### Espaces protégés
La protection réglementaire est le mode d’intervention le plus fort pour préserver des espaces naturels remarquables et leur biodiversité associée,.
Un  espace protégé est présent sur la commune : 
les « Costières de Nimes », un terrain acquis (ou assimilé) par un conservatoire d'espaces naturels, d'une superficie de 2 027 ha.

#### Réseau Natura 2000

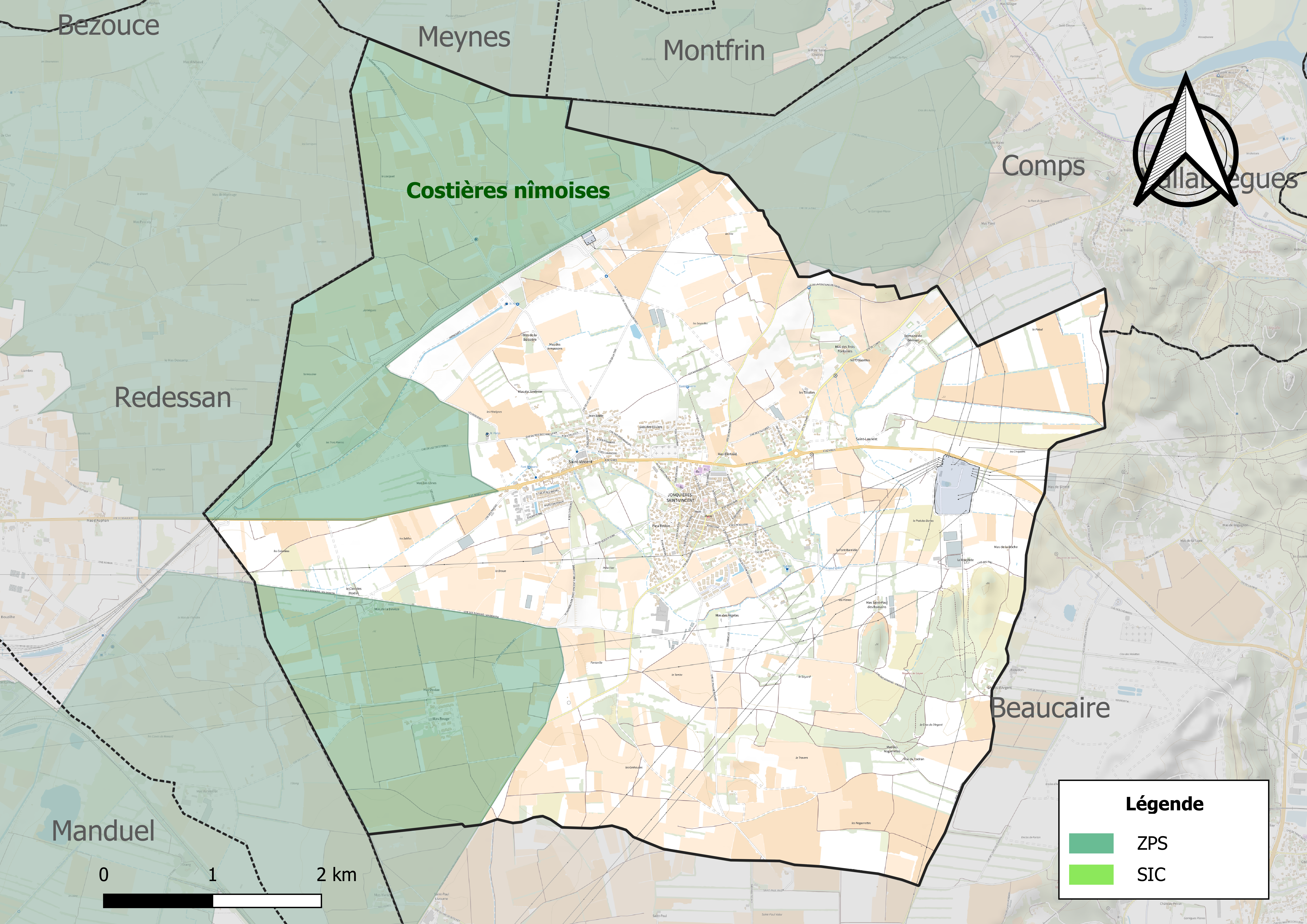
Sites Natura 2000 sur le territoire communal.

Le réseau Natura 2000 est un réseau écologique européen de sites naturels d'intérêt écologique élaboré à partir des directives habitats et oiseaux, constitué de zones spéciales de conservation (ZSC) et de zones de protection spéciale (ZPS).
Un site Natura 2000 a été défini sur la commune au titre  de la directive oiseaux : les « costières nîmoises », d'une superficie de 13 479 ha, qui accueillait, en 2004, 300 mâles chanteurs, soit 60% des mâles reproducteurs de la région et près du quart des mâles reproducteurs en France.

#### Zones naturelles d'intérêt écologique, faunistique et floristique

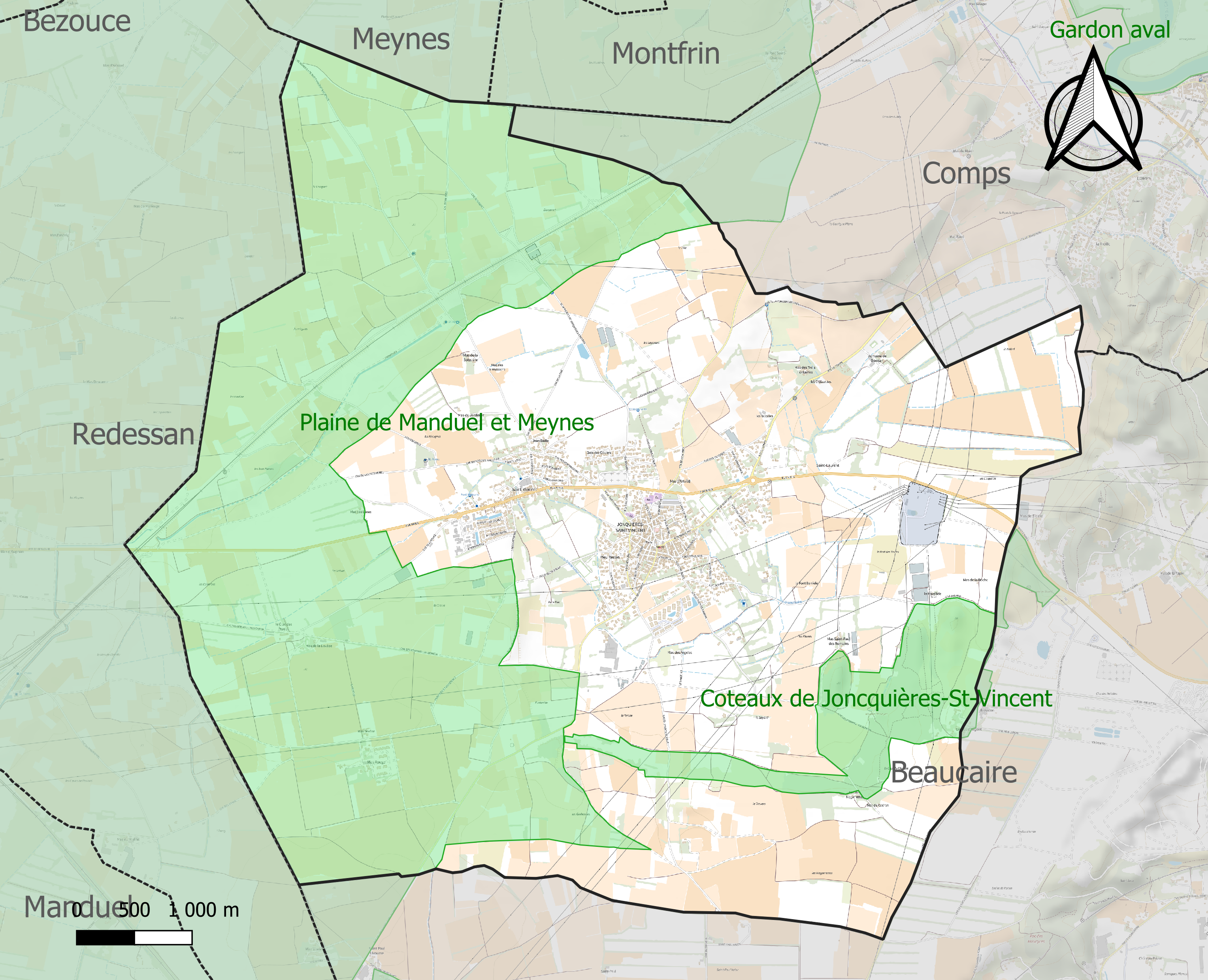
Carte des ZNIEFF de type 1 localisées sur la commune.

L’inventaire des zones naturelles d'intérêt écologique, faunistique et floristique (ZNIEFF) a pour objectif de réaliser une couverture des zones les plus intéressantes sur le plan écologique, essentiellement dans la perspective d’améliorer la connaissance du patrimoine naturel national et de fournir aux différents décideurs un outil d’aide à la prise en compte de l’environnement dans l’aménagement du territoire.
Deux ZNIEFF de type 1 sont recensées sur la commune :
le « coteaux de Joncquières-St-Vincent » (112 ha), couvrant 2 communes du département, et 
la « plaine de Manduel et Meynes » (9 783 ha), couvrant 15 communes du département.

## Urbanisme

### Typologie
Au 1er janvier 2024, Jonquières-Saint-Vincent est catégorisée bourg rural, selon la nouvelle grille communale de densité à sept niveaux définie par l'Insee en 2022.
Elle appartient à l'unité urbaine de Jonquières-Saint-Vincent, une unité urbaine monocommunale constituant une ville isolée,. Par ailleurs la commune fait partie de l'aire d'attraction de Nîmes, dont elle est une commune de la couronne,. Cette aire, qui regroupe 92 communes, est catégorisée dans les aires de 200 000 à moins de 700 000 habitants,.

### Occupation des sols

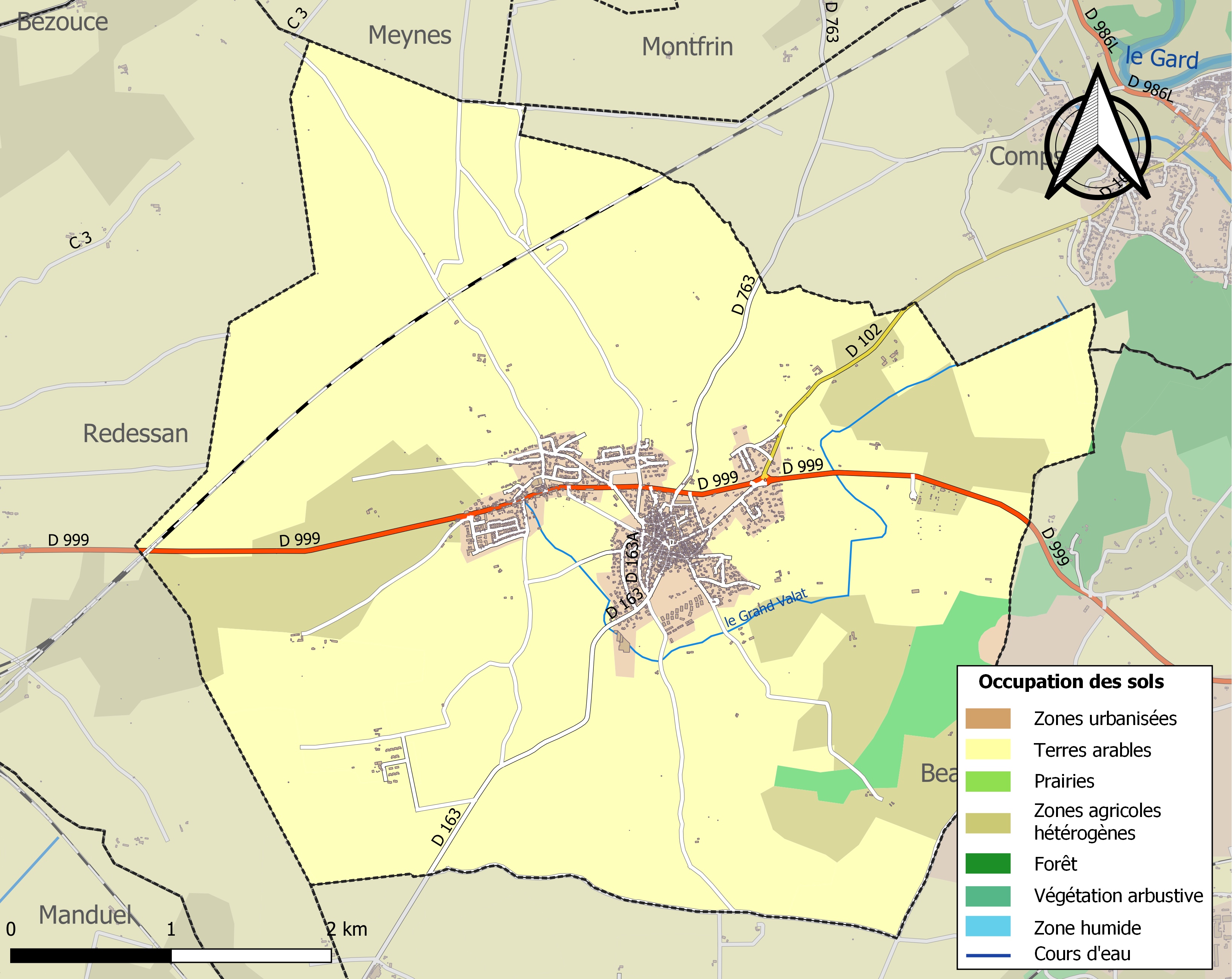
Carte des infrastructures et de l'occupation des sols de la commune en 2018 (CLC).

L'occupation des sols de la commune, telle qu'elle ressort de la base de données européenne d’occupation biophysique des sols Corine Land Cover (CLC), est marquée par l'importance des territoires agricoles (91,2 % en 2018), en diminution par rapport à 1990 (93,3 %). La répartition détaillée en 2018 est la suivante : 
cultures permanentes (76,5 %), zones agricoles hétérogènes (14,7 %), zones urbanisées (5,9 %), milieux à végétation arbustive et/ou herbacée (2,7 %), mines, décharges et chantiers (0,2 %). L'évolution de l’occupation des sols de la commune et de ses infrastructures peut être observée sur les différentes représentations cartographiques du territoire : la carte de Cassini (XVIIIe siècle), la carte d'état-major (1820-1866) et les cartes ou photos aériennes de l'IGN pour la période actuelle (1950 à aujourd'hui).

### Voies de communication et transports

#### Axes ferroviaires

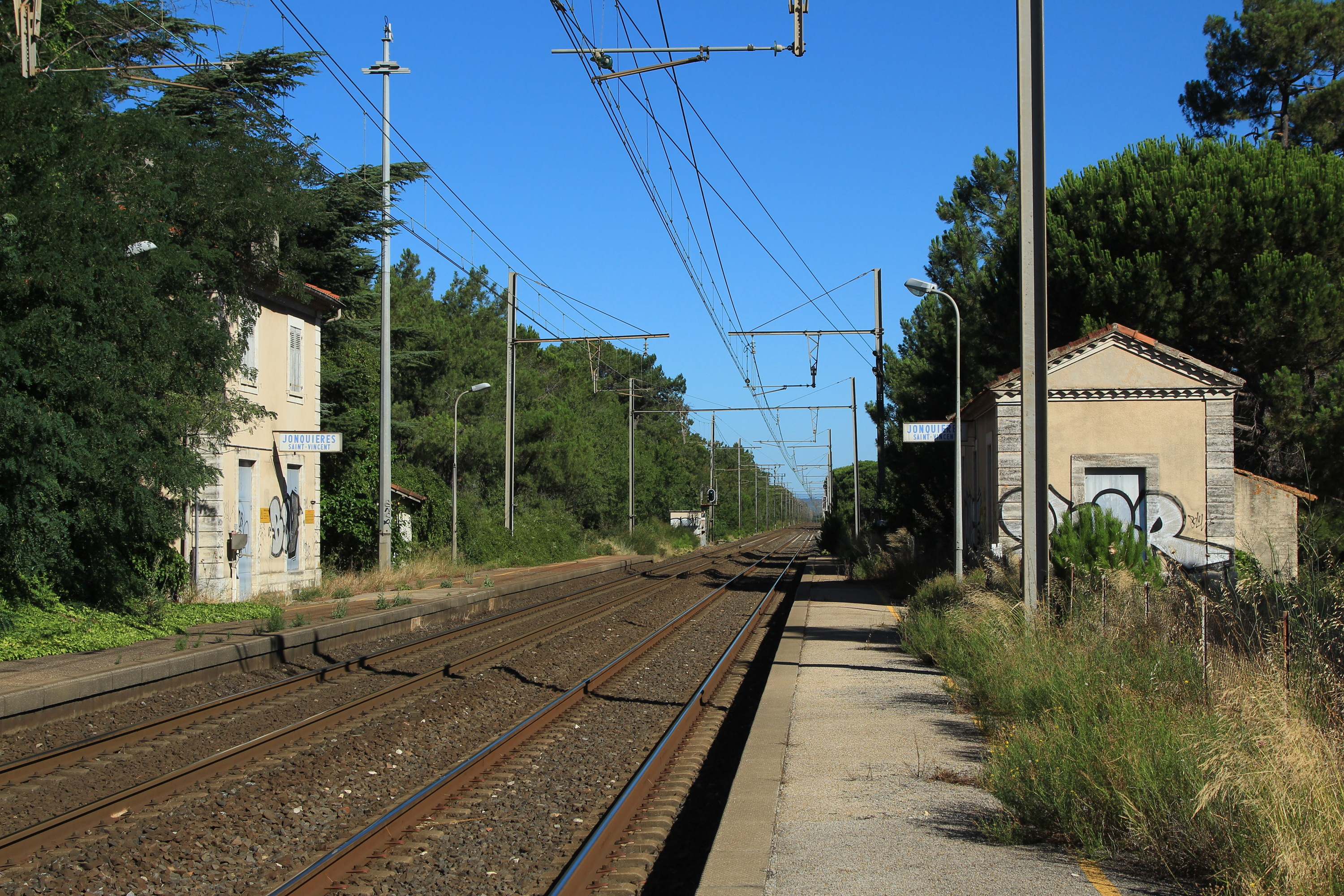
Les voies et quais de la gare vus vers Nîmes.

Établie à 62 mètres d'altitude, la gare de Jonquières-Saint-Vincent est située sur la ligne de Tarascon à Sète-Ville, entre les gares voyageurs ouvertes de Beaucaire et de Manduel - Redessan. En raison de sa faible fréquentation, la desserte est suspendue et l'arrêt est fermé aux voyageurs depuis la fin de l'année 2011[réf. souhaitée]

#### Axes routiers
La route départementale 999 (RD999) sépare le village en 2: Jonquieres coté sud et Saint-Vincent côté nord. Cette route relie Beaucaire à Nîmes.

#### Transports en commun
Le village possède 4 arrêts de bus LIO (rond point; cimetière; cave; zac la broue). Cette ligne est la 151 qui relie Nîmes à Avignon/ vallabregues/ Beaucaire/ Tarascon. Elle est assurée tous les jours à toutes les heures.

### Risques majeurs
Le territoire de la commune de Jonquières-Saint-Vincent est vulnérable à différents aléas naturels : météorologiques (tempête, orage, neige, grand froid, canicule ou sécheresse), inondations, feux de forêts et séisme (sismicité modérée). Il est également exposé à un risque particulier : le risque de radon. Un site publié par le BRGM permet d'évaluer simplement et rapidement les risques d'un bien localisé soit par son adresse soit par le numéro de sa parcelle.

#### Risques naturels
Certaines parties du territoire communal sont susceptibles d’être affectées par le risque d’inondation par débordement de cours d'eau, notamment La commune a été reconnue en état de catastrophe naturelle au titre des dommages causés par les inondations et coulées de boue survenues en 1982, 1987, 1988, 2002, 2003 et 2010,.

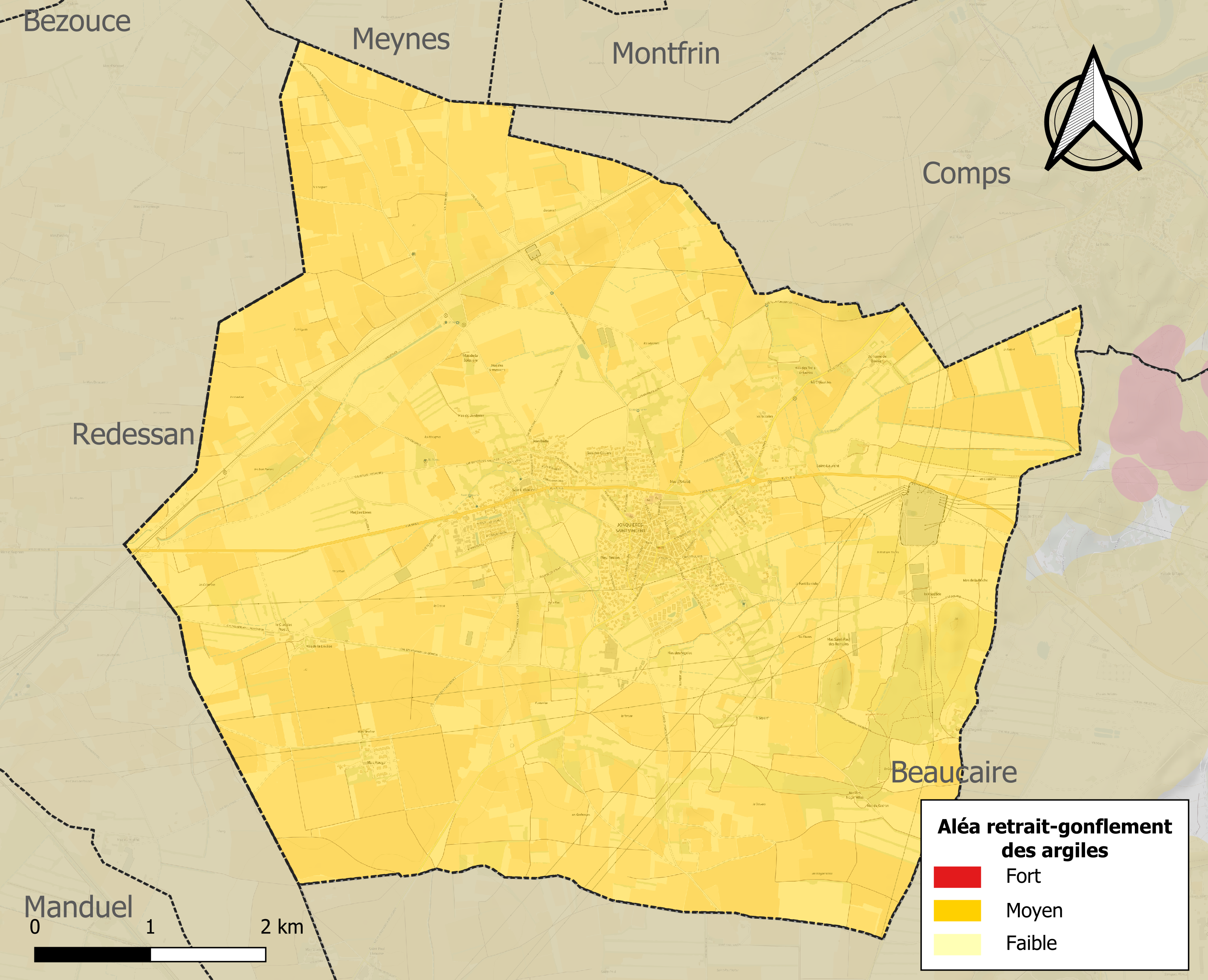
Carte des zones d'aléa retrait-gonflement des sols argileux de Jonquières-Saint-Vincent.

Le retrait-gonflement des sols argileux est susceptible d'engendrer des dommages importants aux bâtiments en cas d’alternance de périodes de sécheresse et de pluie. La totalité de la commune est en aléa moyen ou fort (67,5 % au niveau départemental et 48,5 % au niveau national). Sur les 1 325 bâtiments dénombrés sur la commune en 2019, 1325 sont en aléa moyen ou fort, soit 100 %, à comparer aux 90 % au niveau départemental et 54 % au niveau national. Une cartographie de l'exposition du territoire national au retrait gonflement des sols argileux est disponible sur le site du BRGM,.
Par ailleurs, afin de mieux appréhender le risque d’affaissement de terrain, l'inventaire national des cavités souterraines permet de localiser celles situées sur la commune.

#### Risque particulier
Dans plusieurs parties du territoire national, le radon, accumulé dans certains logements ou autres locaux, peut constituer une source significative d’exposition de la population aux rayonnements ionisants. Certaines communes du département sont concernées par le risque radon à un niveau plus ou moins élevé. Selon la classification de 2018, la commune de Jonquières-Saint-Vincent est classée en zone 2, à savoir zone à potentiel radon faible mais sur lesquelles des facteurs géologiques particuliers peuvent faciliter le transfert du radon vers les bâtiments.

## Toponymie
Provençal Jounquiero, du roman junquiera, du latin juncaria : lieu couvert de jonc.
Racine provençale jounc : jonc.
Sur les cartes de Cassini, on peut y voir le lac, asséché depuis au nord est du village.
Ses habitants s'appellent les Jonquièrois.

## Histoire

### Antiquité
En 121 avant Jésus-Christ, Caius Sextius conquiert la région, la Narbonnaise, qui passe sous le contrôle de Rome. La voie héracléenne qui avait vu passer Hannibal et ses 37 éléphants en -218 est reprise pour le tracé de la via Domitia qui relie Rome à sa prospère colonie ibérique. La portion de cette route se trouvant sur la commune se situe alors entre les étapes d'Ugernum et de Nemausus.[réf. souhaitée]

### Moyen Âge
À la fin de l'Empire romain, le territoire de la commune est sous la dépendance d'Arles, ce qui permet d'affirmer que Jonquières-Saint-Vincent est en Provence. Wisigoths, Arabes puis Francs se disputent la région. Les dernières armées sarrasines sont écrasées au bord du Gardon dans la commune voisine de Montfrin par Charles Martel en 730. Quelque temps plus tard, la région passe sous le contrôle carolingien.
À l'est de la commune, au pied des collines qui séparent Jonquières-Saint-Vincent de Beaucaire, une dépression formait un petit lac entouré des roselières qui donnèrent son nom à la commune. Un village de pêcheurs se crée sur sa rive. Il s'appelle Saint-Laurent-de-Jonquières et vers l'an mille les habitants y bâtissent une chapelle. Le prieuré de Saint-Laurent-de-Jonquières appartenait à l'abbaye de Psalmodie : Sanctus-Laurentius de Junqueriis en 1412 dans le cartulaire de l'abbaye de Psalmodie.
Sur le coteau s'établit vers le XIIe siècle un village de vignerons : Saint-Vincent-de-Cannois. Plus tard sur une colline entre Saint-Laurent et Saint-Vincent un seigneur se construit un château autour duquel se regroupent les habitants de Saint-Laurent dont seule la chapelle du XIIe siècle subsiste.

### Révolution française et Empire
Au cours de la Révolution française, la commune porte provisoirement le nom de Vincent-du-Gard,.

## Politique et administration

### Liste des maires
| Période                                  | Période  | Identité            | Étiquette | Qualité     |
| ---------------------------------------- | -------- | ------------------- | --------- | ----------- |
| 1963                                     | 2001     | Louis Gibelin       |           | Agriculteur |
| 2001                                     | 2008     | Daniel Legrand      | DVD       |             |
| 2008                                     | En cours | Jean-Marie Fournier | UMP-LR    | Retraité    |
| Les données manquantes sont à compléter. |          |                     |           |             |

### Jumelages
Jonquières-Saint-Vincent est jumelée avec :
- Vezza d'Alba (Italie).

## Population et société

### Démographie
L'évolution du nombre d'habitants est connue à travers les recensements de la population effectués dans la commune depuis 1793. Pour les communes de moins de 10 000 habitants, une enquête de recensement portant sur toute la population est réalisée tous les cinq ans, les populations de référence des années intermédiaires étant quant à elles estimées par interpolation ou extrapolation. Pour la commune, le premier recensement exhaustif entrant dans le cadre du nouveau dispositif a été réalisé en 2004.

En 2022, la commune comptait 3 886 habitants, en évolution de +3,82 % par rapport à 2016 (Gard : +2,97 %, France hors Mayotte : +2,11 %).
| 1793 | 1800 | 1806 | 1821 | 1831  | 1836  | 1841  | 1846  | 1851  |
| ---- | ---- | ---- | ---- | ----- | ----- | ----- | ----- | ----- |
| 700  | 717  | 761  | 943  | 1 200 | 1 280 | 1 342 | 1 501 | 1 514 |

| 1856  | 1861  | 1866  | 1872  | 1876  | 1881  | 1886  | 1891  | 1896  |
| ----- | ----- | ----- | ----- | ----- | ----- | ----- | ----- | ----- |
| 1 712 | 1 852 | 1 888 | 1 820 | 1 678 | 1 600 | 1 516 | 1 539 | 1 530 |

| 1901  | 1906  | 1911  | 1921  | 1926  | 1931  | 1936  | 1946  | 1954  |
| ----- | ----- | ----- | ----- | ----- | ----- | ----- | ----- | ----- |
| 1 524 | 1 515 | 1 533 | 1 357 | 1 369 | 1 375 | 1 384 | 1 225 | 1 235 |

| 1962  | 1968  | 1975  | 1982  | 1990  | 1999  | 2004  | 2006  | 2009  |
| ----- | ----- | ----- | ----- | ----- | ----- | ----- | ----- | ----- |
| 1 311 | 1 445 | 1 499 | 1 825 | 2 260 | 2 745 | 2 896 | 2 933 | 3 097 |

| 2014  | 2019  | 2022  | - | - | - | - | - | - |
| ----- | ----- | ----- | - | - | - | - | - | - |
| 3 649 | 3 850 | 3 886 | - | - | - | - | - | - |

### Enseignement
Jonquières-Saint-Vincent compte une école maternelle ainsi que deux écoles élémentaires.

### Manifestations culturelles et festivités
- En janvier, la fête de la saint Vincent (patron des vignerons).
- En juillet, la fête votive et ses courses camarguaises.
- En novembre, l’exposition des peintres de village[34].

## Culture locale et patrimoine

### Édifices civils
- Via Domitia  Classé MH (1987)[35] : C.R. 19 dit chemin des Romains, également sur les communes de Redessan et Beaucaire, dans le Gard, et Castelnau-le-Lez, dans l'Hérault.
- Hôtel de ville[36], inauguré en 1903 par Gaston Doumergue. Son architecte n'est autre qu'Auguste Augière, qui s'illustra notamment, à Nîmes, dans la construction d'immeubles bourgeois influencés par le style végétal Art nouveau et édifia dans cette même ville la très originale tour de l'horloge du lycée Daudet.
- Halle métallique des années 1930.
- le château de Jonquières-Saint-Vincent : propriété en 1758 d'Alexandre Ginhoux, syndic du diocèse de Nîmes, et seigneur de Jonquières. Le château a alors une surface au sol de 217 canes soit 868 m². Le parc attenant existe aussi à cette époque :  appelé parc de la Capelane. La fille de M Ginhoux, Catherine,  a épousé M de Ricard, député du Gard, habitant d'Aimargues, mort en 1814.

### Édifices religieux

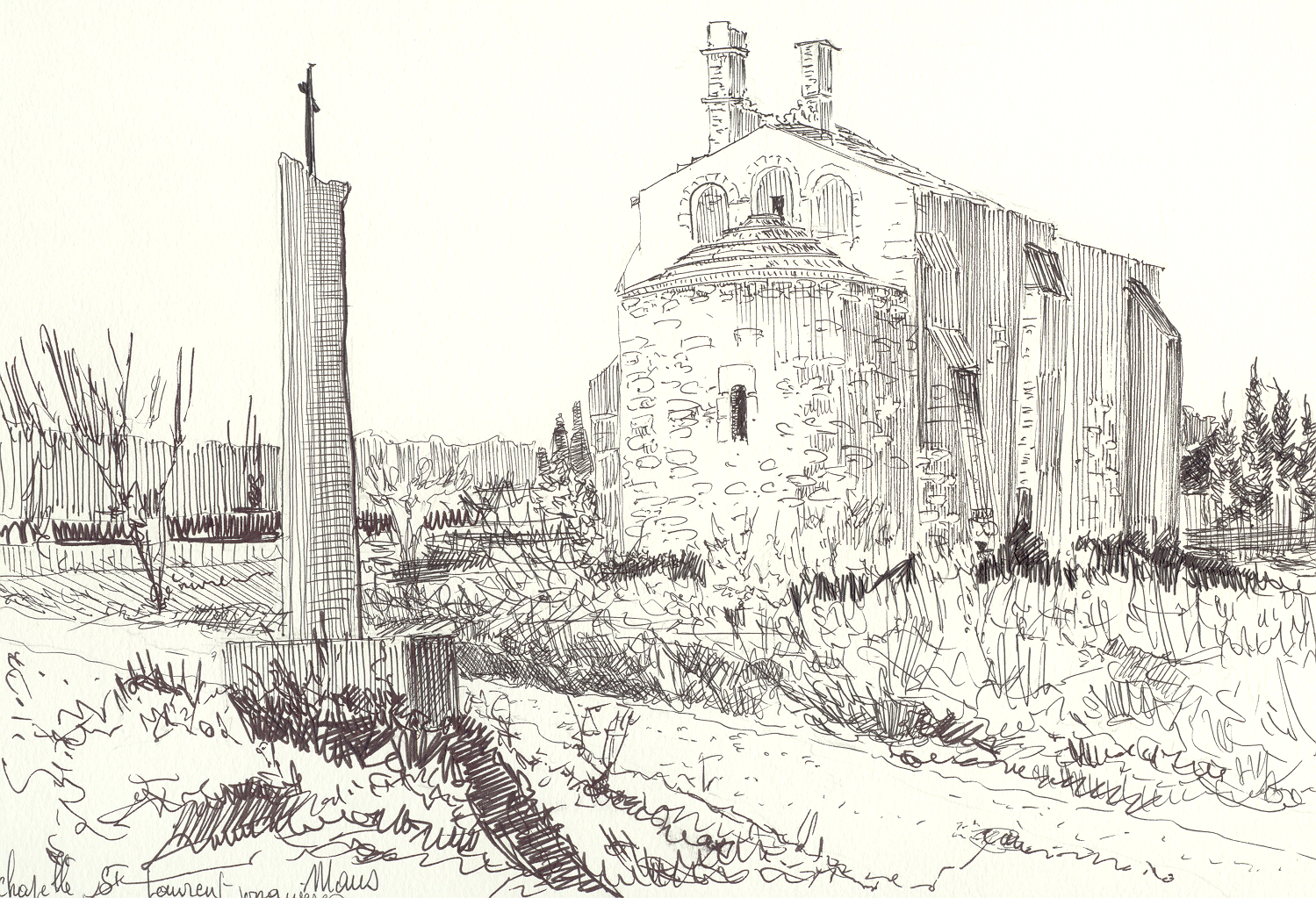
La chapelle Saint-Laurent.

- Chapelle Saint-Laurent. L'édifice a été classé au titre des monuments historiques en 1926[37]. Plusieurs objets sont référencés dans la base Palissy (voir les notices liées)[37]. L'église devait être entourée du village de pêcheurs de  Jonquières. Édifiée en XIIe siècle.
- Église paroissiale Saint-Michel de Jonquières.
- Église Saint-Vincent de Saint-Vincent

### Personnalités liées à la commune
- Étienne Gibert (1859-1929), ténor d'opéra. Voir page "Étienne Gibert" en anglais.
- Adrien Hardy, champion du monde et champion olympique d'aviron.
- Paul-Thierry Pesqué, international de judo. Entraineur National de judo à l’INSEP, CN 6e Dan.
- Pierre de Demandolx-Dedons, officier de la Légion d'honneur[38].
- Alphonse Daudet, écrivain, a résidé sur la commune[39].
- Le pape Pie VII a fait halte pour une pissette dans un des sept relais postes du village sur sa route pour aller consacrer à Paris le couronnement de Napoléon Ier.
- Agnès Varda y a tourné des séquences de son film "Sans toit ni loi", sorti en 1985.

## Héraldique
| Blason de Jonquières-Saint-Vincent | Blason  | D'argent à la botte de joncs de sinople, liée d'or, avec ces inscriptions en flancs L'EN TIENS à dextre et DEUX MILLE à senestre en lettres capitales de sable, accompagnée de trois ombres d'étoiles. |
| Blason de Jonquières-Saint-Vincent | Détails | Le statut officiel du blason reste à déterminer. |